# For Those Who Dare
For Those Who Dare è il quinto album in studio del gruppo heavy metal statunitense Chastain, pubblicato nel 1990.

## Tracce
1. The Mountain Whispers – 4:25
2. For Those Who Dare – 4:07
3. Please Set Us Free – 6:04
4. I Am the Rain – 3:34
5. Night of Anger – 6:23
6. Barracuda (cover degli Heart) – 4:04
7. Light in the Dark – 5:23
8. Secrets of the Damned – 4:48
9. Not Much Breathing – 4:01
10. Once Before – 6:17

## Formazione
- Leather Leone – voce, cori
- David T. Chastain – chitarra, tastiera, cori
- David Harbour – basso
- John Luke Hebert – batteria